# Renault Type FI
Der Renault Type FI war ein frühes Personenkraftwagenmodell von Renault. Er wurde auch 40 CV genannt.

## Beschreibung
Dieses Modell war eine Weiterentwicklung des Renault Type ES. Es war von 1916 bis 1918 in Produktion. Nachfolger wurde der Renault Type HD.
Ein wassergekühlter Sechszylindermotor mit 100 mm Bohrung und 160 mm Hub leistete aus 7540 cm³ Hubraum 31 PS. Die Motorleistung wurde über eine Kardanwelle an die Hinterachse geleitet. Die Höchstgeschwindigkeit war je nach Übersetzung mit 67 bis 86 km/h angegeben.
Bei einem Radstand von 374,3 cm und einer Spurweite von 150 cm war das Fahrzeug 503,5 cm lang und 176 cm breit. Der Wendekreis war mit 15 Metern angegeben. Das Fahrgestell wog 1450 kg.